# Premi de Novel·la Breu Ciutat de Mollerussa
El Premi de Novel·la Breu Ciutat de Mollerussa és un premi de narrativa que es convoca a Mollerussa i que premia la millor novel·la escrita en llengua catalana entre les presentades al concurs. L'obra guanyadora del certamen és premiada amb 5.000 euros i publicada per Pagès Editors. El jurat està format per Pep Coll, Josep Borrell, Albert Villaró, Montse Sanjuan i Antoni Gelonch.
L'entrega del premi es fa a la sala gran del teatre l'Amistat de Mollerussa i sempre té lloc dins el programa de les festes de Sant Isidori.

## Novel·les premiades
- 1989 El moment abans (Francesc Puigpelat) per Pagès Editors
- 1990 Personal compatible (Joan Prats) per Pagès Editors
- 1991 Una fosca lluna d'abril (Francesc Pané) per Pagès Editors
- 1992 El cavall (Joan Guasp) per Pagès Editors
- 1993 Massa vi per un sol calze (Xesca Ensenyat) per Pagès Editors
- 1994 L'illa dels morts (Màrius Blàvia) per Pagès Editors
- 1995 Flors per na Teresa (Guillem Rosselló) per Pagès Editors
- 1996 La vie en Gggooose (Xavier Casals) per Pagès Editors
- 1997 Castell de nines (Andreu Sotorra) per Columna Edicions
- 1998 Els ulls del mirall (Glòria Llobet) per Pagès Editors
- 1999 La resta del món (Emili Bayo) per Pagès Editors
- 2000 Cels taronges (Jordi de Manuel) per Pagès Editors
- 2001 El regust de l'immortal (Octavi Franch) per Pagès Editors
- 2002 Escala de vidre (Antonio Bermejo) per Pagès Editors
- 2003 Biaix (Jaume Copons) per Pagès Editors
- 2004 El premi es declarà desert
- 2005 Màscares de nit (Alex Hernández) per Pagès Editors
- 2006 La vida perdurable de Salvador Duran (Víctor Gaya) per Pagès Editors
- 2007 Aquell capvespre (Joan Roca) per Pagès Editors
- 2008 La meva vida no és notícia (Miquel Ramírez) per Pagès Editors
- 2009 Cafè amb sal (Juan Carlos Borrego) per Pagès Editors
- 2010 Olor de gas (Pep Elias) per Pagès Editors
- 2011 La vida assistida (Eduard Ribera) per Pagès Editors
- 2012 Cançó de setembre (Alba Sabaté) per Pagès Editors
- 2013 Rèquiem per a contrabaix (Mercè Saurina) per Pagès Editors[3]
- 2014 Cacic de fireta (Josep Pastells) per Pagès Editors
- 2015 El casalot (Jordi Ortiz) per Pagès Editors (accèssit)
- 2016 Els fruits vermells (Lluís Vilarrasa) per Pagès Editors[4]
- 2017 Han entrat a casa (Rosa Pagès) per Pagès Editors[5]
- 2018 La coquessa (Jaume Aubanell) per Pagès Editors
- 2019 Nines Russes (Ignacia Nacenta) per Pagès Editors[6]
- 2020 Rebrot de Bosc (Albert Canadell) per Pagès Editors[7]
- 2021 Si no ho fas tu, ho faré jo (Àngels Fitó) per Pagès Editors[8]
- 2022 Has de provocar un rock-step a la teva parella (Núria Tort) per Pagès Editors[9]
- 2023 Glitch (Raquel Casas) per Pagès Editors[10]
- 2024 L'hora del salmó (Emma Mussoll) per Pagès Editors[11]